# 181
Năm 181 là một năm trong lịch Julius. 

## Sinh
- Gia Cát Lượng Thừa tướng nhà Thục Hán